# Roses of Picardy
Roses of Picardy é um filme mudo do gênero guerra produzido no Reino Unido e lançado em 1927.